# Thomas Leleu
Pour les articles homonymes, voir Leleu.
Thomas Leleu est un tubiste, producteur et compositeur français né en 1987 à Lille. 
Il est le premier tubiste de l’histoire à remporter le prix de la  révélation soliste instrumental aux Victoires de la musique classique 2012. Il enseigne au conservatoire à rayonnement régional d'Avignon de 2009 à 2012. 
Il est le frère cadet du trompettiste Romain Leleu. Depuis 2017, il est l’un des rares tubistes au monde à mener exclusivement une carrière de concertiste.

## Biographie

### Famille
Thomas Leleu est né à Lille en 1987, dans une famille de musiciens.

### Formation et prix
Il commence le tuba avec son père puis travaille avec François Thuillier et Philippe Legris. Admis à 17 ans, 1er nommé au Conservatoire national supérieur de musique et de danse de Paris dans la classe de tuba de Gérard Buquet et dans la classe de musique de chambre de Jens Mc Manama, il en sort trois ans plus tard récompensé du 1er prix de tuba mention « Très Bien » ainsi que du diplôme de formation supérieure mention « Très Bien »,,. Il étudie également à la Hochschule für Musik Detmold (Allemagne) avec Hans Nickel.
Thomas Leleu est lauréat de concours internationaux en 2008 : Markneukirchen- Allemagne, Jéju en Corée du Sud, Concours du Luxembourg.
Nommé tuba solo de l’Orchestre philharmonique de l’Opéra de Marseille dès l’âge de 19 ans, il y reste pendant 10 ans. Le quotidien La Croix le surnomme en 2012 le « surdoué du tuba », par « la boîte noire du musicien » et par Europe 1  (Frédéric Taddéï) de « jeune star mondiale du tuba », par le journal télévisé de la chaîne France 3 de « nouveau prodige du tuba français », par le journal La Nouvelle République de  « génie absolu du tuba »  ou encore par « la lettre du musicien » de « nouveau prodige du tuba français ».
En 2012, la chaîne de radio France Inter annonce « Ce talentueux soliste, reconnu par ses pairs, a déjà une carrière impressionnante. Dans ses mains, le tuba dévoile en effet toute sa richesse, toute sa finesse, toute sa complexité, une palette qui paraît infinie et peut enfin retrouver une sorte de virginité, une nouvelle jeunesse. ».
En février 2012, il devient le premier et seul tubiste à obtenir une Victoire de la musique classique dans la catégorie « Révélation soliste instrumental de l'année ».
En 2018, il est ZDF / Arte stars von Morgen (stars de demain) à Berlin, invité par Rolando Villazon[réf. nécessaire].
En mars 2019, il est invité par Yann Barthès qui le surnomme « la star mondiale du tuba » dans son émission Quotidien sur TMC. La même année, son album Stories... est nommé dans 3 catégories à Opus Klassik ainsi qu'une nomination à VIA Awards en Allemagne.

### Carrière internationale
Actif tant en musique classique, qu'en jazz ou en pop, il donne son premier concert en soliste en 2004. À partir de 2009, sa carrière devient internationale et il se produit en soliste dans de nombreuses salles et festivals prestigieux partout dans le monde : Konzerthaus de Berlin, Jazz à Vienne, Festspiele Mecklenburg-Vorpommern (Allemagne), Marseille Jazz des 5 Continents, Festival de Trélazé (Zénith d'Angers - Arena Loire), Mito Settembre Musica Festival (Italie), Schleswig Holstein Musik Festival, Festival International Kissinger Sommer de Bad Kissingen (Allemagne), Tournai Jazz Festival, Brandenburgische SommerKonzerte (Allemagne), La Folle Journée, Esplanade Concert Hall (Singapour), Festival de Radio France-Occitanie-Montpellier, Les Flâneries Musicales de Reims, Tokyo Metropolitan Theater, Théâtre des Champs-Élysées, un Violon sur le Sable, salle Gaveau, Théâtre du Châtelet, Maison de Radio France, Palais des Congrès de Paris, Festival de Sully et du Loiret, saison du Grand Théâtre de Provence (Aix en Provence), Brucknerhaus de Linz, Saison des Invalides, Corum de Montpellier, Linz International Brass Festival (Autriche), Pristina International Festival (Kosovo), « Les concerts de l’Improbable » et « La nuit d l’improvisation »  avec Jean-François Zygel, les concerts de poche, les Estivales de Musique en Médoc, Les Escapades Musicales, Festival du Vigan, Théâtre Impérial de Compiègne, Floréal Musical d’Epinal, Festival International de Cuivres de Namur, Cinémathèque française.
Il se produit également en soliste avec différents orchestres tels que : l’Orchestre national d’Île-de-France, Hong Kong Sinfonietta, Köln Chamber Orchestra, Junge Sinfonie Berlin, l'orchestre de chambre de Paris, Jeju Symphonic Orchestra (Corée du Sud), l’orchestre philharmonique de l’Opéra de Marseille, l’Orchestre d’Avignon Provence-OLRAP, l’Orchestre de Douai région Nord-pas-de-Calais, l’Orchestre symphonique de Lara (Venezuela), l’Orchestre royal des forces aériennes belges, Santa Fe Symphonic Orchestra (Argentine), Orchester des Theaters Plauen-Zwickau (Allemagne), Orchestre de la Police nationale, Orchestre de la musique de l’air de Paris...
D'autre part, pendant la saison 2012 / 2013, Thomas se produit et improvise régulièrement, en duo avec Jean-François Zygel (France 2, La boite à Musique, salle Gaveau, théâtre du Châtelet, FIP Classic bazar…).
Il participe régulièrement à différentes émissions radio et TV sur France 2, TMC, Paris Première, Europe 1, Radio Classique, France Musique, France Inter, Bayerischer Rundfunk (Allemagne), FIP, Radio National de Argentina (Argentine), Kosovo 1st Channel, France Bleu, France 3, LCM,,,,,…
Il donne des masters classes dans le monde entier dans les universités prestigieuses telles : Hochschule Für Musik Hanns Heisler Berlin, Universität der Künste Berlin, Hochschule für Musik Stuttgart, Hochshule für Musik Würzburg, Conservatoire National Supérieur de Musique de Paris (CNSM), Tokyo Music College, Pékin Central Conservatory, Korea National University, conservatoire de Barquisimeto (Venezuela), Shenyang University of Music (Chine), Xing Hai conservatory of Music (Chine) et de nombreux conservatoires français mais aussi en Belgique, Italie, Brésil, Argentine, Venezuela, Chine, Corée du Sud, Taiwan, etc.
En mars 2013, Thomas fait la création mondiale de Fables of Tuba (Victoires de la musique classique 2014) composé par Richard Galliano avec l'orchestre philharmonique de l'Opéra de Marseille,. En mai 2015, il fait la création du concerto pour tuba et piano du célèbre compositeur Vladimir Cosma. Il a par ailleurs travaillé avec différents compositeurs qui lui ont dédié leurs œuvres (Claude Bolling, Jean-Philippe Vanbeselaere, Marc Steckar, Arnaud Boukhitine…).
En outre, depuis 2011, Thomas est Ambassadeur Buffet Crampon et Melton/MeinlWeston Artist, et a contribué avec la firme allemande, à la réalisation de son propre tuba : le 2250TL French Touch qu'il joue depuis fin 2011.
À partir de 2021, sa carrière s'oriente vers la pop et le jazz (Jazz à Vienne, Tournai Jazz, etc.) et propose des concerts grand public autour de sa musique. Il fonde son propre label (distribution Believe/L'autre distribution) et sort l'album OUTSIDER le 1er Mars 2024, suivra une tournée. Pour cet album il est invité dans de nombreux médias dont l'émission C à Vous sur France 5. Anne-Élisabeth Lemoine le présente comme le "seul tubiste au monde qui soit capable de faire lever une salle de plus de 2000 personnes pour chanter et danser ".

## Création d'ensembles
Actif sur les scènes du monde entier, artiste iconoclaste et à la croisée des genres, à partir de 2012, il fonde des ensembles inédits : Thomas Leleu Sextet (tuba et quintette à cordes), tubaVScello (tuba et violoncelle) ainsi que son spectacle The Tuba's Trip créé en avril 2017 au Théâtre de l'Odéon de Marseille en coproduction avec la Ville de Marseille et l'Opéra de Marseille. Le spectacle axé autour des musiques du monde et musiques actuelles (Broadway, Samba, Bossa, Motown, Rock, Pop...) est mis en scène par Claude Tissier.
Années 2020, il crée les projets Born to Groove et OUTSIDER, et propose ses propres compositions teintées de pop, jazz, electro et musique latine

## Discographie
- In the mood for Tuba, Thomas Leleu, Thomas Leleu Sextet, Orchestre Symphonique de Lara (Venezuela), Label Fondamenta / Sony Music
- Stories..., Thomas Leleu, Thomas Leleu Trio (tuba, vibraphone, piano), ARS Produktion (Allemagne), 2019
- Born to Groove, Thomas Leleu - Musiques du Monde, Jazz, Musiques Actuelles, NoMadMusic / Pias, 2021
- Outsider, Thomas Leleu - Musiques du Monde, Jazz contemporain, Musiques Actuelles / Tuba French Touch, 2024
- Virtuosi, Thomas Leleu et Romain Leleu, Musique classique, La Dolce Volta (2024)